# Nagatinskaja
Nagatinskaja (Russisch: Нагатинская uitspraakⓘ) is een station aan de Serpoechovsko-Timirjazevskaja-lijn van de Moskouse metro. Het werd geopend op 8 november 1983 als onderdeel van het eerste deel van lijn 9.

## Ligging en ontwerp
Het station ligt bij het kruispunt van de Nagatinskajastraat en de Warschauweg op de grens van de rayons Nagatino-Sadovniki en Nagorni. Bovengronds ligt een halte aan Paveletskispoorweg, deze halte droeg de naam Nizjnje Kotly (Neder Kotly) als tegenhanger van het 900 meter noordelijker gelegen Verchnië Kotly (Hoog Kotly), maar is omgedoopt in Nagatinskaja. Overstappers van en naar Verchnië Kotly hoeven niet opnieuw het instaptarief te betalen. Het station heeft twee ondergrondse verdeelhallen. De noordelijke verdeelhal is met een vaste trap met het perron verbonden en heeft toegangen aan weerszijden van de Warschauweg. De zuidelijke verdeelhal is met roltrappen verbonden met het perron en heeft een toegang op het stationsplein. Daarnaast is er een rechtstreekse verbinding met de tunnel onder de sporen van de treinhalte. Reizigers van en naar de Nagatinskajastraat kunnen gebruikmaken van een loopbrug aan de zuidkant van het stationsplein.

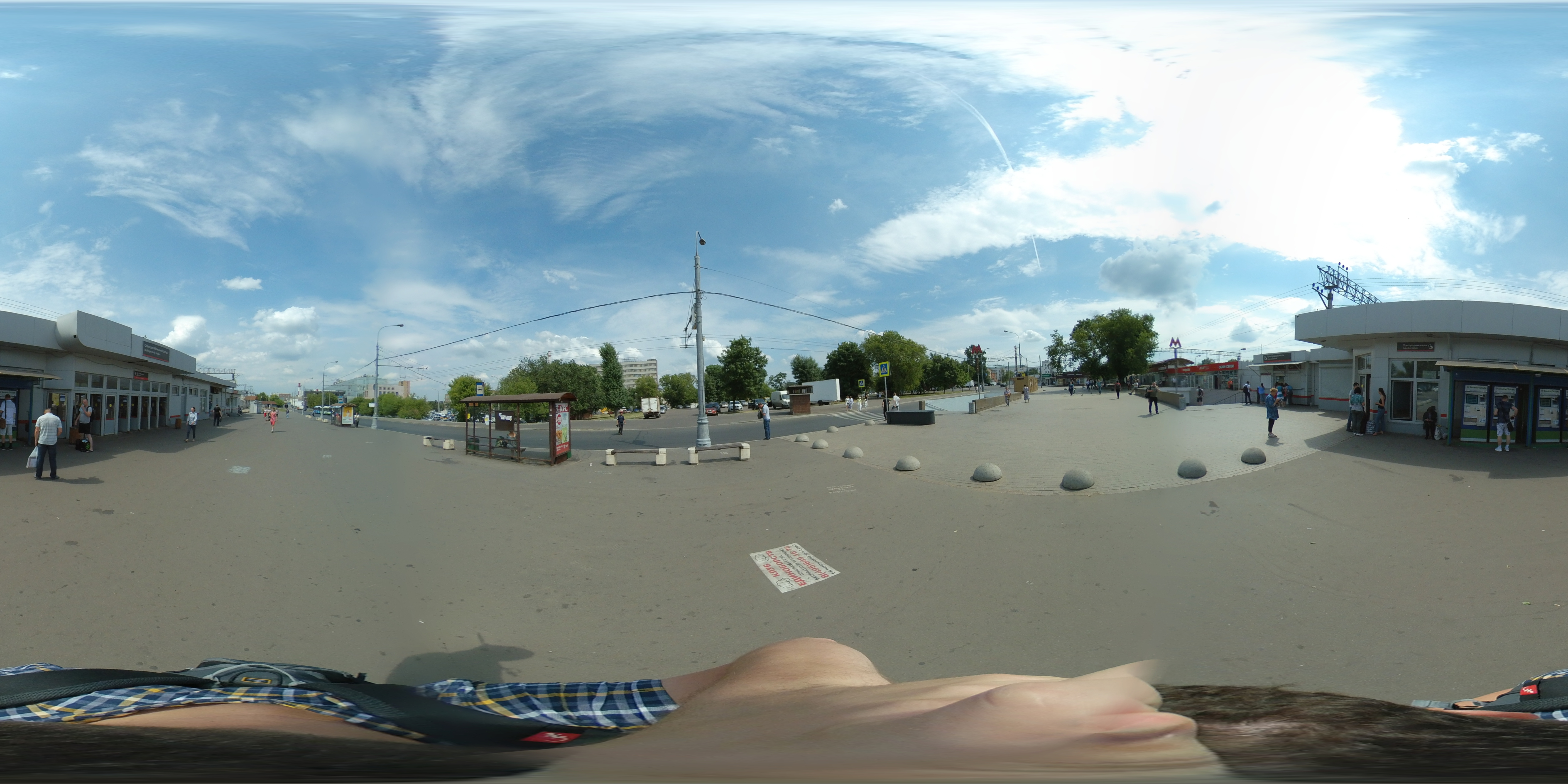
Het stationsplein met rechts de toegangen tot de zuidelijke verdeelhal
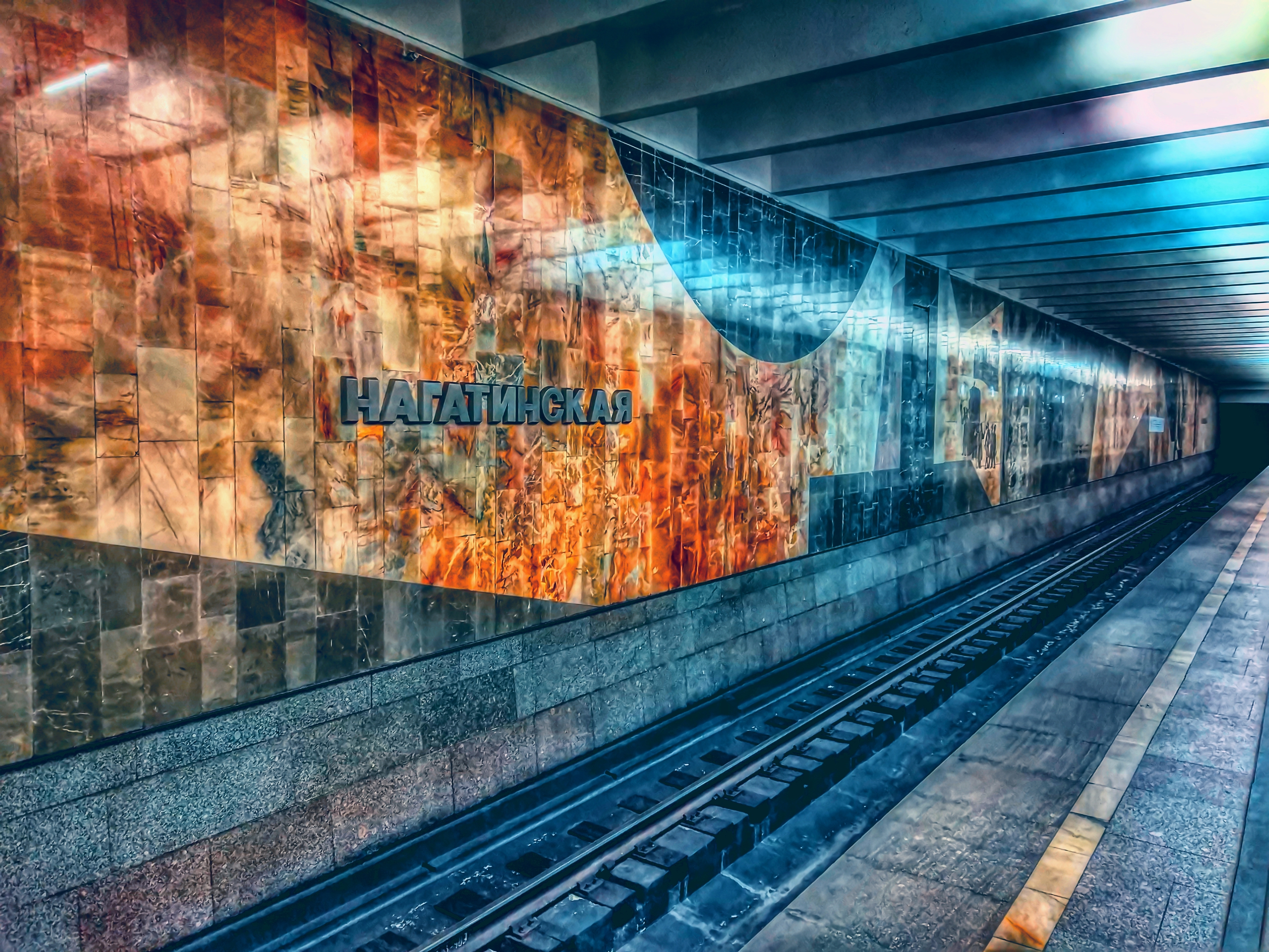
Het mozaïek op de tunnelwand.
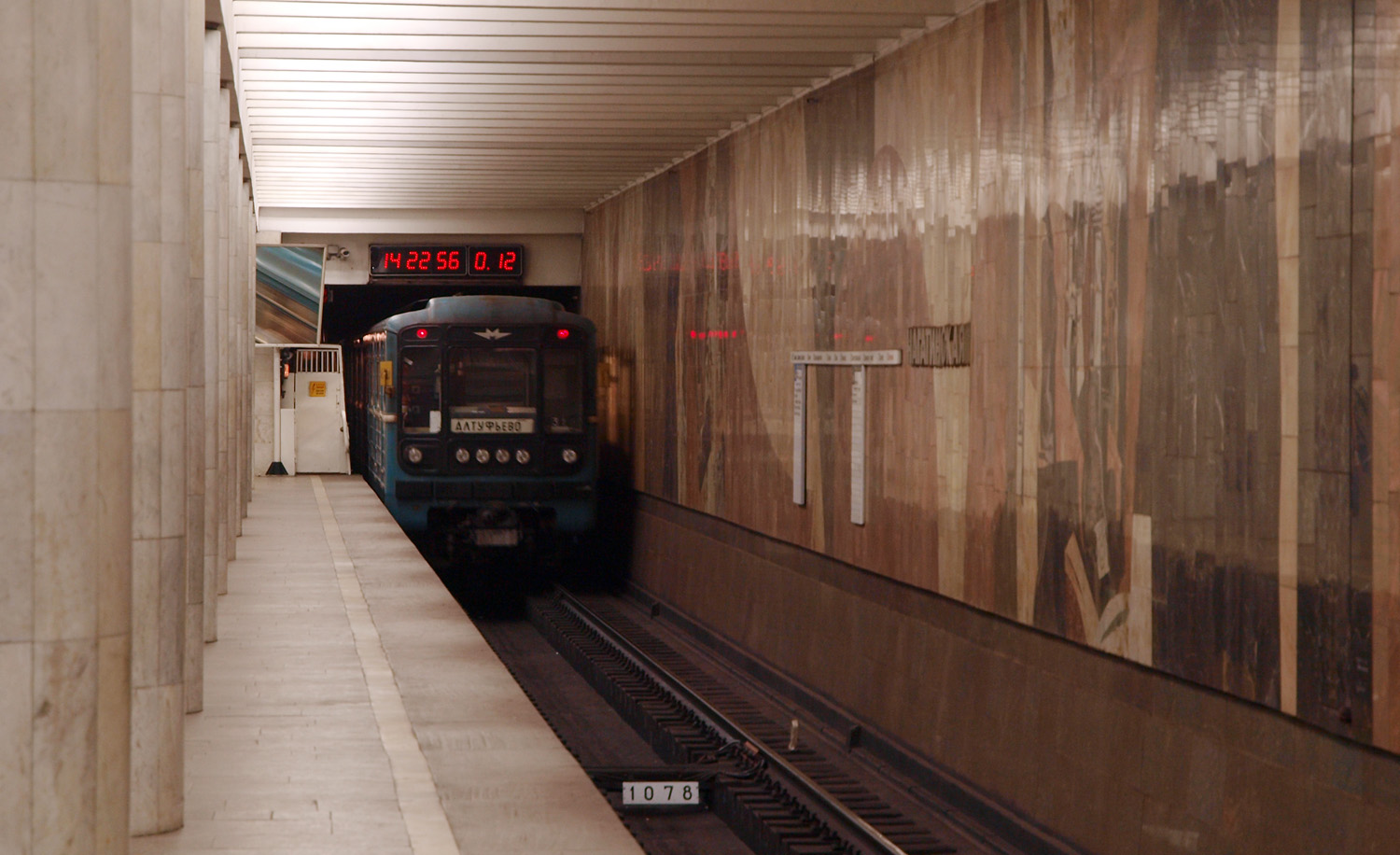
wegrijdende trein

Tussen de verdeelhallen is er sprake van een ondiep gelegen zuilenstation volgens het standaardontwerp 'duizendpoot' uit 1960. De afwerking is echter luxueuzer dan de badkamerstijl uit de jaren 60 en 70. Zo zijn de zuilen zelf bekleed met afgeronde marmeren blokken van koelga-marmer en is de tunnelwand niet betegeld, maar voorzien van een marmeren mozaïek. De kunstenaars E.A. Zjarenova en V.K. Vasiltsov gebruikten verschillende kleuren, voornamelijk rood en zwart, marmer om de bouw geschiedenis van Moskou uit te beelden. De mozaïeken zijn gewijd aan de bouw van kerken, de houten hoofdstad, de witte stenen hoofdstad en de bouw van het Kremlin. De zuilen staan in twee rijen van 26 kolommen op een onderlinge afstand van 6,5 meter.

## Reizigersverkeer
In 1999 werden 45.100 reizigers per dag geteld, in 2002 werden 54.900 instappers en 57.500 uitstappers per dag geteld.In noordelijke richting kunnen de reizigers vanaf 5:39 uur vertrekken, in zuidelijke richting kan dit doordeweeks vanaf 6:00 uur en in het weekeinde vanaf 6:03 uur. Op en rond het stationsplein zijn vele tram en bushaltes te vinden. Het is de bedoeling om een ov-knooppunt bij het station te bouwen.

## Aanslag
Op de avond van 11 juni 1996 ontplofte vlak voor aankomst in het vierde rijtuig van de metro die uit het noorden kwam 500 à 800 gram TNT. De zelfgebouwde bom was onder een stoel verstopt en veroorzaakte 4 doden en 16 gewonden.